# Rhyacophila grandis
Rhyacophila grandis là một loài Trichoptera trong họ Rhyacophilidae. Chúng phân bố ở miền Tân bắc.